# Astrid Polak
Astrid Polak (* 8. Dezember 1935 in Reichenberg, Tschechoslowakei) ist eine deutsche Schauspielerin und Synchronsprecherin.

## Leben

### Ausbildung und Theater
Astrid Polak kam nach dem Ende des Zweiten Weltkriegs mit ihrer Familie nach der Vertreibung aus dem Reichsgau Sudetenland nach Ludwigsburg in Baden-Württemberg. Dort besuchte sie das örtliche Goethe-Gymnasium und erhielt Ballettunterricht. Im Alter von 18 Jahren wurde sie als Tänzerin an das Landestheater Coburg engagiert, wo sie die Hauptrolle im Kinderstück übernahm.
Von 1961 bis 1964 erhielt sie privaten Schauspielunterricht bei Margret Langen in München. Erste Theaterengagements hatte sie am Stadttheater Pforzheim und am Staatstheater Saarbrücken. Anschließend arbeitete sie als freischaffende Schauspielerin in München, wo sie regelmäßig, neben ihren „offiziellen“ Theaterengagements, auch bei Produktionen in der freien Theaterszene Münchens mitwirkte.
In der Spielzeit 1985/86 war sie mit dem Euro-Studio Landgraf auf einer Theatertournee durch Deutschland; sie übernahm die Rolle der Richterin Hesther Salomon in Peter Shaffers Theaterstück Equus in einer Inszenierung von Charles Regnier. 1988 trat sie am Theater44 in München auf, wo sie mit Horst A. Reichel zusammenarbeitete. Ab 1990 war sie, mit Unterbrechungen bis 2013, immer wieder in Produktionen des freien Münchner Theaters „Theater Viel Lärm um Nichts“ zu sehen. Dort spielte sie u. a. unter der Regie von Eos Schopohl, Andreas Seyfarth und Margit Carls. 1994 gastierte sie beim Fränkischen Landestheater Schloß Maßbach als Frau Tschang in Brechts Theaterstück Der kaukasische Kreidekreis.
Von 1996 bis 2001 spielte sie an Münchner Privattheatern. Ab der Spielzeit 2002/03 trat sie regelmäßig am Münchner Blutenburg-Theater in Kriminalstücken und Kriminalkomödien auf. Sie stand dort in zahlreichen Repertoire-Klassikern auf der Bühne, u. a. als Mrs. Elvery in Der schwarze Abt (Spielzeit 2002/03), als Mrs. Wilberforth/Wimmerforce in Ladykillers (Spielzeit 2003/04), als Lady Emily in Zehn kleine Negerlein (Spielzeit 2004/05), als Miss Marple in Mord im Pfarrhaus (Spielzeit 2005/06), als Mrs. Barrymore in Sherlock Holmes und der Hund von Baskerville (2006) und Mrs. Boyle in Die Mausefalle (2007). In der Spielzeit 2011/12 gastierte sie erneut am Blutenburg-Theater als Miss Bennett in dem Kriminalstück Der unerwartete Gast von Agatha Christie.
Ab 2007 gastierte sie regelmäßig am Fränkischen Landestheater Dinkelsbühl. Dort spielte sie u. a. die Marie Hoprecht, die Schwester des Schusters Wilhelm Voigt, in Der Hauptmann von Köpenick (2007), die alte Dorfschullehrerin Frl. Christina in Don Camillo und Peppone (2007), Maude in Harold und Maude (Spielzeit 2007/08), Frau Brigitte in Der zerbrochne Krug (Spielzeit 2008/09) und Miss Furnival in Komödie im Dunkeln von Peter Shaffer (Spielzeit 2008/09).
2014 gastierte sie an der Komödie im Marquardt in Stuttgart als alte Kinderfrau Nana in Onkel Wanja. Im Rahmen des „Ludwigsburger Theatersommers“ spielte sie 2014 wieder die Maude. Weitere Theaterengagements hatte sie am TamS-Theater in München (2015) und am Metropoltheater in München.

### Film und Fernsehen
Astrid Polak wirkte seit Mitte der 1980er Jahre, meist in prägnanten Nebenrollen, auch in zahlreichen Kino- und Fernsehproduktionen mit. In der Filmkomödie Erkan & Stefan in Der Tod kommt krass (2005) war sie als ältere Dame beim Captain’s Dinner zu sehen. Im Münchner Tatort: Nur ein Spiel (2005) hatte sie eine Nebenrolle, als Dorothea Klaes, die Mutter der Hauptfigur Michael Klaes (Alexander Beyer). Mehrere Auftritte hatte sie in der ARD-Fernsehserie Lindenstraße; sie spielte 2008 und 2010 Agnes Leitner, die Mutter der Serienfigur Maria Stadler. Eine wiederkehrende Nebenrolle hatte sie in der BR-Fernsehserie Dahoam is Dahoam (2012) als Oma Doris Kramer, die mit ihrem Enkel Felix Kramer zusammenlebt, der seine Eltern bei der Tsunami-Katastrophe 2004 verloren hat. In der ZDF-„Herzkino“-Filmreihe war Polak in dem Fernsehfilm Ein Sommer in Südfrankreich (2016) in einer kleinen Nebenrolle zu sehen. Sie spielte die alte Madame Bardot, die sich im Bestattungsinstitut ihren Sarg aussucht.
Mehrfach war sie in der ZDF-Krimiserie SOKO München in Episodenrollen zu sehen, zuletzt 2013 als ehemalige Chefsekretärin und Geliebte Hanna Steininger. Sie hatte außerdem Episodenrollen u. a. in den Serien Hafendetektiv (1987), Derrick (1995, als Sekretärin Frau Bunge), Aus heiterem Himmel (1999), Siska (2000), SOKO Stuttgart (2011, als Nachbarin Frau Böblinger), Um Himmels Willen (2012, als Rentnerin Vera Knebusch, die mit ihrem Ehemann ihr Haus verlassen muss, an der Seite von Peter Mitterrutzner) und Hubert und Staller (2016, als Vermieterin).

### Synchronarbeiten
Regelmäßig arbeitete Polak auch als Synchronsprecherin. Synchronrollen hatte sie u. a. in den Kinofilmen Pepolino und der Schatz der Meerjungfrau (1996, als Pepolinos Verehrerin) und Morgen, Findus, wird’s was geben (2005, als Huhn Nr. 3). Außerdem sprach sie Figuren in den Star-Trek-Kinofilmen und in der Fernsehserie Die Simpsons.

### Privates
Astrid Polak spricht Schwäbisch und Bairisch. Sie lebt in München.

## Filmografie (Auswahl)
- 1987: Wunschpartner (Fernsehserie)
- 1987: Hafendetektiv (Fernsehserie; Folge: Falle für Stepanek)
- 1989: Löwengrube (Fernsehserie)
- 1989: Affäre Nachtfrost (Fernsehfilm)
- 1990: Wohin die Liebe fällt (Fernsehfilm)
- 1993: Der Nebenbuhler (Fernsehfilm)
- 1995: Derrick[5][6] (Fernsehserie; Folge: Herr Widanje träumt schlecht)
- 1996: Pepolino und der Schatz der Meerjungfrau (Kinofilm; Stimme)
- 1999: Aus heiterem Himmel (Fernsehserie; Folge: Think Big)
- 2000: Siska (Fernsehserie; Folge: Mord frei Haus)
- 2001: Liebe. Macht. Blind (Fernsehfilm)
- 2005: Erkan & Stefan in Der Tod kommt krass (Kinofilm)
- 2005: Tatort: Nur ein Spiel (Fernsehreihe)
- 2005: Morgen, Findus, wird’s was geben (Kinofilm; Stimme)
- 2005: Toilets (Kurzfilm)
- 2007: SOKO München (Fernsehserie; Folge: Tödliche Spekulation)
- 2008: Der Mann, dem die Frauen vertrauten – Der Serienmörder Horst David (Fernsehfilm)
- 2008; 2010: Lindenstraße (Fernsehserie; Seriennebenrolle)
- 2007: SOKO München (Fernsehserie; Folge: Tödliches Stelldichein)
- 2010: Zimmer mit Tante (Fernsehfilm)
- 2011: SOKO Stuttgart (Fernsehserie; Folge: Damenwahl)
- 2012: Um Himmels Willen (Fernsehserie; Folge: Grüße aus dem Jenseits)
- 2012: Dahoam is Dahoam (Fernsehserie; Seriennebenrolle)
- 2013: SOKO München (Fernsehserie; Folge: Es bleibt in der Familie)
- 2016: Hubert und Staller (Fernsehserie; Folge: Fahr zur Hölle)
- 2016: Endstation Glück (Fernsehfilm)
- 2016: Ein Sommer in Südfrankreich (Fernsehreihe)
- 2017: Sommerhäuser (Kinofilm)
- 2018: Hubert und Staller (Fernsehserie; Folge: Puppenmord)
- 2019: Song für Mia (Fernsehfilm)
- 2019: Vera (Fernsehfilm)
- 2020: Exit (Fernsehfilm)
- 2021: Servus, Schwiegermutter! (Fernsehfilm)
- 2022: Schweigend steht der Wald
- 2022: Wer gräbt den Bestatter ein?
- 2022: Marie fängt Feuer – Die Feuertaufe (Fernsehreihe)
- 2023: Dead Girls Dancing